# Bandera de Minnesota
La bandera de Minnesota va ser adoptada el 2024.

## Història
La primera bandera de l'estat de Minnesota va ser aprovada el 1893. Aquesta bandera va ser creada per Pauline Fjelde a través de la comissió Amelia Hyde Center de Minneapolis. Era una bandera blanca en primer pla i amb un camp blau de fons. Al centre hi havia el segell de l'estat coronat amb flors blanques, sobre un fons blau. Una cinta vermella tenia el lema, l'étoile du Nord (del francès: "L'estrella del Nord"). En l'any 1819 (solució de Minnesota), 1858 i 1893 (l'aprovació de la primera bandera de l'Estat) el color a tot el segell era daurat.
La bandera va ser redissenyada el 1957, l'eliminació dels costats de diferents colors en favor d'un camp blau en ambdós costats. Això va fer que més barata la seva fabricació i també més duradora per als vents forts. Es va aprofitar aquesta oportunitat per corregir un error de les flors que s'utilitzaven en el segellat; En lloc de la Cypripedium reginae, la bandera de 1893 va mostrar una variant que no era nativa de l'estat.

## Crítiques

Bandera "estrella del Nord"

La bandera de Minnesota ha estat objecte de creixents crítiques tant pel seu mal disseny i la seva imatge en el segell d'un agricultor amb la seva arma veient un natiu americà fugint de la terra, que molts creuen és una representació del Destí Manifest i la inevitabilitat de les terres que adquirisquen els colons blancs. en diverses ocasions s'han introduït en la Legislatura de Minnesota esforços per establir un grup de treball legislatiu per estudiar els canvis a la bandera, o diversos dissenys de la bandera alternatives, com la bandera Estrella del Nord, han estat posats endavant i àmpliament recolzats pels polítics estatals i els rotatius.
El 2001, la bandera de Minnesota va ser triada com un dels 10 pitjors dissenys d'entre 72 altres banderes dels EUA i el Canadà.